# Tændspole
En tændspole er en komponent til en benzindrevet forbrændingsmotor. Formålet er at skabe en så høj spænding, at der kan skabes en gnist i cylindrenes tændrør.
Tændspolen er en form for transformator, der optransformerer en jævnstrømspuls ved hjælp af elektromagnetisk induktion, hvorved batterispændingen (f.eks 12 volt) i den primære vikling opbygges til en højspænding (over 10kV) i den sekundære vikling. 
Den nødvendige magnetisme opbygges i spolen, mens kontaktsættet (platinerne) i strømfordeleren er lukket. På et bestemt tidspunkt i motorgangen (styret af camvinklen) slippes forbindelsen, og den i spolen oplagrede magnetisme bevirker det høje spændingsstød, der ledes via strømfordelerens rotor til tændrørskablet til det rette tændrør.
I moderne benzinmotorer er såvel platiner som strømfordeler erstattet af halvlederkomponenter, en såkaldt elektronisk tænding.